# Jean-Baptiste Say
Pour les articles homonymes, voir Say.
Jean Baptiste Say, né le 5 janvier 1767 à Lyon et mort le 14 novembre 1832 à Paris, est le principal économiste classique français. Industriel du coton, il était l'un des entrepreneurs huguenots de cette industrie alors en plein essor. Il fut également journaliste. Il est réputé pour ses positions libérales.
Il est l'auteur de la distinction tripartite « production – répartition – consommation », devenue classique. Celle-ci sert de plan au Traité d'économie politique, son maître-ouvrage paru en 1803. Il est également connu pour la « loi des débouchés » ou loi de Say. En outre, il fut l'un des premiers économistes à étudier l'entrepreneuriat et les entrepreneurs, conceptualisés comme organisateurs et moteurs du tissu économique.

## Biographie

### Famille et formation
La famille Say est une famille protestante, issue de l'arrondissement de Florac, en Lozère. Elle quitte la région lors de la révocation de l'édit de Nantes et se réfugie à Genève, dont elle acquiert la bourgeoisie et où naît le père de Jean-Baptiste Say, Jean Étienne Say, le 7 mai 1739. Il s'installe à Lyon où il devient l'employé d'un négociant, Honoré Castanet, né de parents protestants de Nîmes et dont il épouse la fille Françoise en 1765. Il pratique alors le négoce de soieries. Jean-Baptiste Say naît deux ans après leur mariage, le 5 janvier 1767. Il a trois frères, Denis (1768-1769), Jean-Honoré dit Horace (1771-1799) et Louis (1774-1840), créateur des sucreries Say devenues en 1973 Beghin-Say.
Ses premières années d'existence se passent à Lyon, où son père lui fait dispenser une éducation relativement libérale, en particulier avec la volonté de soustraire ses fils à l'influence de l'Église catholique et de son système d'éducation. C'est sans doute, parmi d'autres, la raison pour laquelle Say ira en pension à Écully pour y suivre les cours de deux Italiens dont l'enseignement différait sensiblement des règles lourdes du cadre contrôlé par l'Église.
Le déménagement de la famille à Paris marque un tournant dans sa vie et il commence à 15 ans son apprentissage en travaillant comme commis dans une maison de commerce, du fait des revers de la fortune familiale.
Au gré de changements de fortune, il peut finalement se rendre en Grande-Bretagne à 19 ans, accompagné de son frère Horace. L'objectif du voyage est de se former aux pratiques commerciales et à la langue anglaise. Il durera deux ans. Au cours de ces années 1785-1786, la Grande-Bretagne connaît une de ses périodes de développement industriel les plus brillantes et Say est aux premières loges pour l'observer.
Son séjour s'achève soudainement quand son employeur meurt et il rentre alors à Paris. Étienne Clavière, un banquier et assureur genevois, l'embauche comme employé de la Compagnie royale d'assurances sur la vie, et lui prête un exemplaire des Recherches sur la nature et les causes de la richesse des nations (1776) d’Adam Smith, ouvrage qui le marque fortement. Il a alors 21 ans.
En 1789, il écrit une courte pièce la Tante et le Prétendu, puis le Curé Amoureux, pièce anticléricale qui sera représentée dans un théâtre du boulevard. Son activité d'écrivain de théâtre durera jusqu'en 1795, où il écrit un opéra comique, les Deux Perdrix.

### Révolution française
L'entrée de Jean-Baptiste dans la compagnie d'assurance d'Étienne Clavière marque un tournant dans sa vie. En devenant un de ses collaborateurs, il entre dans le groupe des Girondins et se rapproche de l'Atelier de Mirabeau. Il est alors, à 21 ans, un partisan enthousiaste de la Révolution française et s'engage dans la compagnie des Arts de Paris qui sera amalgamée dans le 9e bataillon bis de volontaires de Paris également appelé bataillon de l'Arsenal. Il est républicain et ne cessera jamais de l'être. Il va, au cours de cette même période remplir des fonctions de « grouillot » (s'occupant des abonnements) dans le journal de Mirabeau, le Courrier de Provence. C'est chez Clavière que Jean-Baptiste lira pour la première fois en anglais les Recherches sur la nature et les causes de la richesse des nations, publiées par Adam Smith en 1776.
La mort de Clavière et le développement de la Terreur marquent pour Jean-Baptiste un nouveau tournant. Chamfort, Pierre-Louis Ginguené et Andrieux lui proposent de fonder une revue paraissant tous les dix jours et ayant une ambition encyclopédique : La Décade philosophique, littéraire et politique. Elle est fondée le 10 floréal an II. Il contribue à la revue en rédigeant des articles de circonstance sur les questions littéraires, de théâtre, de poésie ou de comptes rendus d'ouvrages. Il conserve la fonction de la rédaction générale jusqu'à sa nomination au Tribunat. Les références qu'il utilise dans la Décade témoignent de son expérience personnelle et de ses liens avec la culture anglo-saxonne. Il se réfère plus facilement à Swift ou à Franklin qu'à Rome ou Athènes.

### Opposition à l'esclavage
Il s'engage contre le rétablissement de l'esclavage par Napoléon
après son coup d'Etat de 1799, quand « la censure et la propagande officielle » du nouveau régime « imposent une idéologie massivement inégalitaire », à une opinion publique souvent hostile, selon les rapports de police, via de nombreux articles de presse, brochures et gros ouvrages souhaitant rejeter l'apport des Lumières, « ouvertement au profit de théories pseudoscientifiques visant à classer et hiérarchiser » les « races » humaines, « tout en proclamant hautement la vocation » des « êtres supérieurs » à « civiliser » les autres hommes, selon les analyses détaillées des publications de l'époque réunies par l'historien Yves Benot dans un livre de 1992.
Au même moment se manifeste la persistance de « pôles de résistance », à la censure, émanant d'anti-esclavagistes, pas seulement les plus connus comme l'abbé Henri Grégoire mais aussi d'autres libéraux plus modérés incluant aussi Amaury Duval, Pierre-Louis Ginguené, Joseph-Marie de Gérando, Dominique Dufour de Pradt et Antoine Destutt de Tracy,.

### Industriel sous l'Empire
En 1803, il publie son œuvre la plus connue, Traité d'économie politique. L'œuvre est mal accueillie par Napoléon Bonaparte qui lui demande de réécrire certaines parties de son traité afin de mettre en avant l'économie de guerre basée sur le protectionnisme et les régulations. Le refus de Say l'empêcha de publier une seconde édition du traité, et il fut révoqué du Tribunat en 1804, après avoir passé quatre années à la tête de la section financière.
Les dispositions prises par Bonaparte lui interdisant toute activité comme journaliste, il devient entrepreneur dans la production de coton. Il commence par apprendre à manier les machines des métiers à tisser qui se trouvaient dans les murs du conservatoire des arts et métiers et qui avaient été ramenées par les armées de la Révolution pour certaines. Le secteur en est alors à ses débuts.
La filature débute dans les bâtiments de l'ancienne abbaye d'Auchy (Pas-de-Calais), avec 80 ouvriers et des métiers qu'actionnait un moteur hydraulique. L'affaire se développe rapidement et en 1810, accrue de bâtiments nouveaux, la manufacture occupait 400 ouvriers ; on y filait 100 kilos de coton par jour. En 1810 toujours, le préfet désigna Jean-Baptiste Say pour participer à un « conseil des fabriques et manufactures ».
Il adopte une politique patronale assez paternaliste, et se préoccupe de la question sociale. Son ami Pyrame de Candolle rapporte ainsi que « au lieu de payer ses ouvriers le samedi, il les payait le lundi. Il obtenait par là que leur solde servait pendant la semaine à nourrir leur famille et qu'il ne restait que l'excédent pour le cabaret du dimanche. »

### Enseignant sous la Restauration
Après la première abdication de Napoléon en 1814, il peut exprimer plus librement sa pensée économique et il publie la seconde édition de son Traité en 1814. La restauration de la monarchie lui permet d'être reconnu en France. Grâce à ses nombreux ouvrages d'économie politique, il est invité à donner des conférences à l'Athénée royal en 1816, et est nommé, en 1819, professeur à la chaire d'économie industrielle au Conservatoire national des arts et métiers. En 1825, il devient membre du conseil de perfectionnement de l'École Spéciale de Commerce et d'Industrie qui devint par la suite ESCP. Toutefois Jean-Baptiste Say n’est pas le fondateur de cette école de commerce, contrairement à une idée largement répandue,,. En 1830, peu de temps avant sa mort, il fut nommé au Collège de France, où il occupa la première chaire d'économie politique.
Jean-Baptiste Say est mort le 14 novembre 1832 à Paris, et enterré au cimetière du Père-Lachaise (39e division). À sa mort, il était l'économiste français le plus connu.

## Partisan du libéralisme

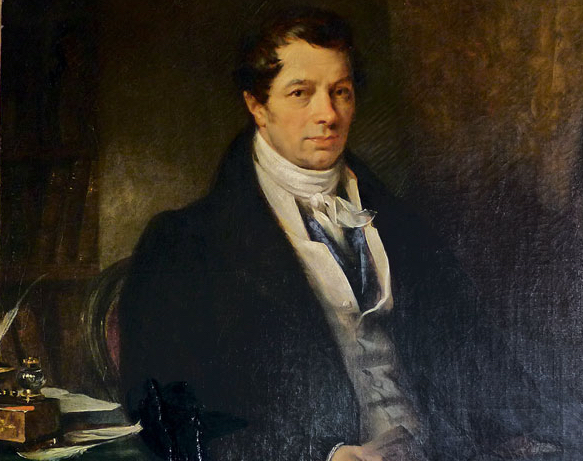
Portrait de Jean-Baptiste Say.

Jean-Baptiste Say défend une pensée économique libérale : il met en avant la propriété privée, la libre-concurrence et un rôle de l'État aussi limité que possible. Il se situe en fait dans le prolongement direct de l'école d'économie politique libérale française : Gournay, Turgot, François Quesnay ou du Pont de Nemours.

On doit à Jean-Baptiste Say la division tripartite qui est restée classique : production, répartition, consommation. C'est ainsi qu'il divise son Traité d'économie politique (paru en 1803).

### Notion d'utilité
Dans la tradition de l'école française, et notamment en s'inspirant de l'abbé de Condillac, il reprend la théorie de la valeur-utilité : « l'utilité [des] choses est le premier fondement de leur valeur ». Il distingue marchandises et richesses et souligne que la production est avant tout création de « richesses », donc d'utilité. En partie pour cela, il est considéré comme un précurseur de l'école autrichienne d'économie.

### Rôle moteur de la production dans la création des débouchés
Jean-Baptiste Say est également connu (et probablement surtout) pour avoir formulé dans son traité d'économie politique (1803) les grandes lignes de ce que John Maynard Keynes appellera la loi des débouchés.
Selon Say, c'est l'offre qui crée le revenu. Et puisque les consommateurs utilisent intégralement leur revenu, pour créer de la croissance, il faut donc stimuler l'offre.
Cette loi est porteuse de conséquences positives et optimistes :
- « Plus les producteurs sont nombreux et les productions multiples, plus les débouchés sont faciles, variés et vastes ».
- « C’est la production qui ouvre des débouchés aux produits […] »[18].

Toujours selon Say, l'économie (qu'on n'appelle pas encore économie de marché) est capable de s'autoréguler de façon spontanée et d'opérer un équilibrage spontané des flux économiques (production = consommation + investissement, épargne = investissement). Les crises de surproduction générales sont impossibles : il ne peut y avoir de déséquilibre global dans les économies de marché et de libre-entreprise.
Say ne nie pourtant pas la possible création d'excédents de marchandises qui ne trouvent pas preneurs, mais les crises de surproduction ne touchent, selon lui, que certains secteurs et ne sont pas durables. Cette loi est parfois réduite à tort à la formule « toute offre crée sa propre demande », alors que Say écrit « un produit terminé offre, dès cet instant, un débouché à d’autres produits pour tout le montant de sa valeur ».
Pour Say, il n'y a donc pas de différence entre ce qu'il appelle débouché et production (dans la terminologie moderne : demande et offre).
Cependant, comme Say accorde à la production le rôle moteur, il est rétrospectivement classé parmi les défenseurs de l'économie de l'offre.
Celle-ci s'oppose à l'économie de la demande, notamment promue par Malthus, et plus tard Keynes qui, en introduisant le concept de demande effective, critiquera les principes de Say, dénoncés comme tout à fait irréalistes.

### Liberté des prix et des échanges
Jean-Baptiste Say développe également l'idée que la libre fixation des prix et des revenus sur le marché est la condition de la « justice économique ». Approfondissant sa défense du libéralisme économique, il plaide pour le libre-échange en faisant valoir que les produits étrangers sont payés avec des produits fabriqués par l'économie nationale, et de ce fait stimulent la demande : « …que les achats qu'on fait à l'étranger soient acquittés en marchandise ou en argent, ils procurent à l'industrie nationale des débouchés pareils ».

### Actions de l’État

#### Effets nuisibles de l'interventionnisme sectoriel
Say dérive la valeur de l'utilité, et précise que

« De ce que le prix est la mesure de la valeur des choses, et de ce que leur valeur est la mesure de l’utilité qu’on leur a donnée, il ne faudrait pas tirer la conséquence absurde qu’en faisant monter leur prix par la violence, on accroît leur utilité. »

Il enchaine

« Si, par une cause quelconque, l’acheteur est obligé de [payer un produit] au-delà de ce que vaut pour lui [l'utilité de ce produit], il paie une valeur qui n’existe pas, et qui, par conséquent, ne lui est pas livrée. »

Cela implique que toute action de l’État pour faire monter la consommation d'un produit ou en faire monter les prix, puisqu'elle a pour effet d'obliger l'acheteur à payer pour un bien qui ne lui sera pas livré (l'utilité attendue du produit, que Say distingue du produit lui-même) est économiquement nuisible. Ce raisonnement s'applique aussi bien, symétriquement, à l'encontre de toute baisse forcée des volumes consommés ou des prix.

#### Effets nuisibles des taxes spécifiques
Say souligne les effets négatifs de taxes spécifiques sur tel ou tel produit, qui les renchérissent et privent alors les consommateurs de leur utilité.

« Pour encourager la pêche de la baleine, le gouvernement britannique prohibe les huiles végétales que nous brûlons en France dans les lampes à courant d'air. Qu'en résulte-t-il ? C'est qu'une de ces lampes, qui coûte à un Français 60 francs par année, coûte 150 francs à un Britannique. C'est pour favoriser la Marine et multiplier les matelots, dit-on, que chaque bec de lampe coûte aux Britanniques 90 francs de plus qu'en France. En ce cas, c'est multiplier les matelots par le moyen d’un commerce où l'on perd : il vaudrait mieux les multiplier par un commerce lucratif. »

De plus, lorsque le produit taxé est utilisé pour la production, la production générale s'en trouve réduite, au détriment de l'ouvrier et de l’État lui-même :

« Un ouvrier laborieux, m'a-t-on dit, avait coutume de travailler à la lumière. Il avait calculé que, dans sa veillée, il brûlait une chandelle de 4 sous et gagnait 8 sous par son ouvrage. Un impôt sur les suifs et un autre sur la fabrication des chandelles ont augmenté de 5 sous la dépense de son luminaire, qui est devenu ainsi plus coûteux que la valeur du produit qu'il pouvait éclairer. Aussitôt la nuit venue, l'ouvrier est demeuré les bras croisés; il a perdu les 4 sous que son ouvrage lui pouvait procurer sans que le Fisc ait rien perçu au sujet de cette production. Une semblable perte doit être multipliée par le nombre des ouvriers d'une ville et par le nombre des jours de l'année. »

#### Effet nuisible du fisc sur la production
Enfin plus généralement, contre l'avis de David Ricardo, Say considère comme évident que les impôts ont un effet négatif sur la production

« David Ricardo […] assure […] que l'augmentation des impôts ne porte aucune atteinte à la production et à la consommation d'un pays. Or le fait prouve constamment contre lui, à moins qu'il ne se rencontre des circonstances plus favorables encore à la production, que l'impôt ne lui est contraire. »

Le meilleur impôt est donc le plus petit possible.

#### Effets positifs d'une bonne utilisation des ressources fiscales
Ces critiques ne doivent pas se comprendre comme un rejet de l’État et de tout le système fiscal : Say reconnait la légitimité de l’État et une valeur à certaines de ses actions. Il admet que l'impôt devient productif quand il sert à « créer des communications, creuser des ports, élever des constructions utiles ».

#### Inutilité de l'action macroéconomique de l’État
Enfin, même si les déséquilibres temporaires sont possibles, Say considère que les crises générales sont impossibles. Une intervention de l’État serait donc inutile - en plus que d'être néfaste, comme vu plus haut - (vision reprise par Ricardo dans sa démonstration de ce que la croissance économique débouche sur un état stationnaire, en opposition à la vision d'une croissance illimitée exposée par Adam Smith.)

### Disponibilité infinie et gratuité des ressources naturelles
Jean-Baptiste Say n'a pas compris que les ressources naturelles (le capital naturel) peuvent sur une planète finie être épuisables ou si coûteusement renouvelables qu'elles peuvent être surexploitées.
Il écrit dans le Traité d'économie politique (1803) :

« De ces besoins, les uns sont satisfaits par l’usage que nous fesons de certaines choses que la nature nous fournit gratuitement, telles que l’air, l’eau, la lumière du soleil. Nous pouvons nommer ces choses des richesses naturelles, parce que la nature seule en fait les frais. Comme elle les DONNE indifféremment à TOUS, personne n’est obligé de les acquérir au prix d’un sacrifice quelconque. Elles n’ont donc point de valeur échangeable. »

Il enseigne dans le cours complet d'économie politique (1828-1829) :

« Les richesses naturelles sont inépuisables, car, sans cela, nous ne les obtiendrions pas gratuitement. Ne pouvant être ni multipliées ni épuisées, elles ne sont pas l’objet des sciences économiques »

## Influence et postérité
Jean-Baptiste Say a inspiré les tenants de l'industrialisme en France, avec deux courants : Charles Comte et Charles Dunoyer, fondateurs en 1814 du journal libéral Le Censeur, et Claude-Henri de Rouvroy de Saint-Simon, dont l'idéologie a engendré après sa mort en 1825 le courant du saint-simonisme.
Jean-Baptiste Say est régulièrement présenté, à tort, comme le fondateur d'ESCP Business School. Son portrait fut d'ailleurs utilisé pour figurer sur le logo célébrant le bicentenaire de cette école, en 2019-2020,.
Le lycée Jean-Baptiste-Say (16e arrondissement de Paris) porte son nom.

## Œuvres

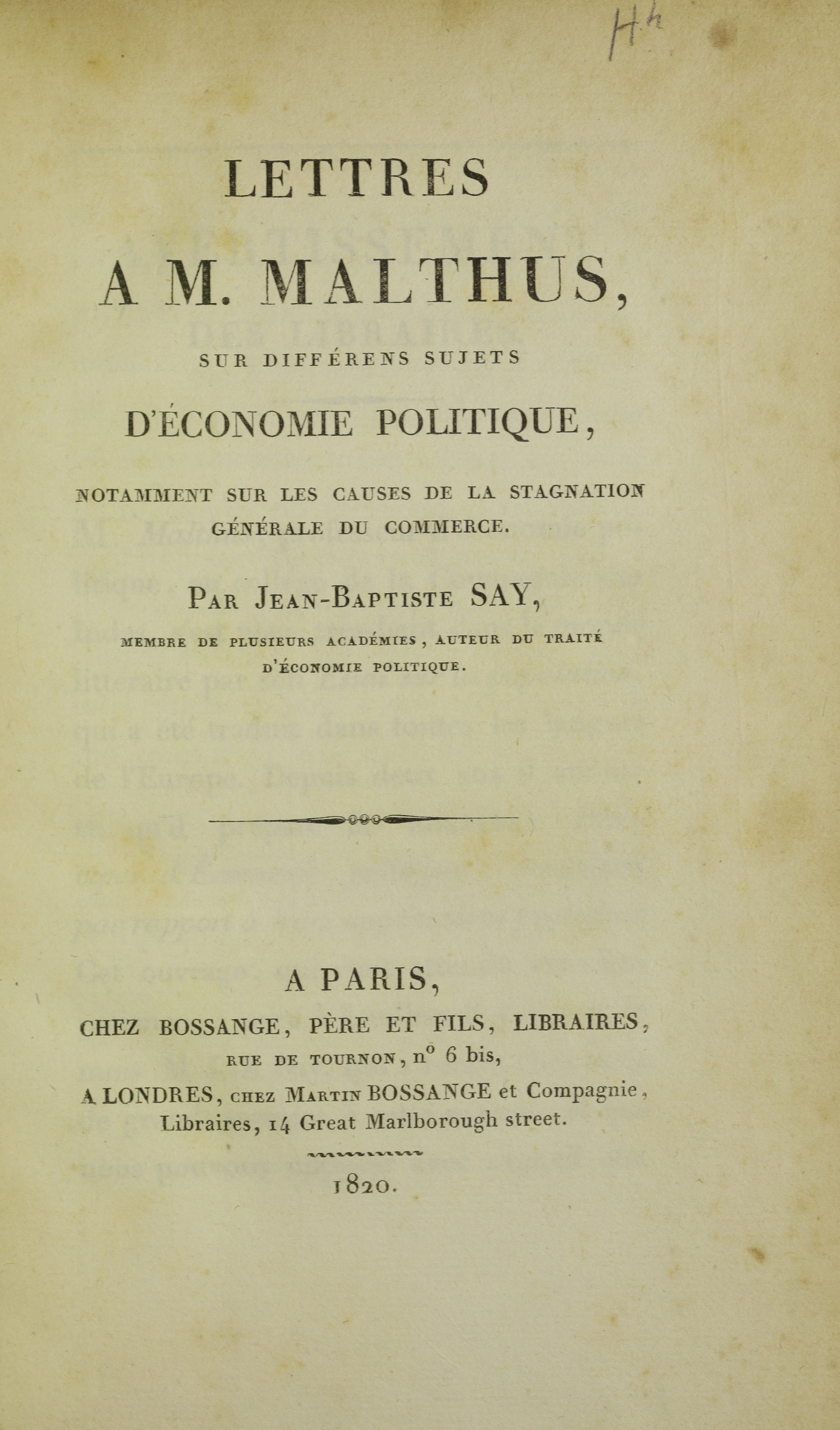
Lettres à M. Malthus, 1820.

- 1800 : Olbie, ou essai sur les moyens de reformer les mœurs d'une nation, Deterville.
- 1803 : Traité d'économie politique ou simple exposition de la manière dont se forment, se distribuent et se composent les richesses, 1re éd., Crapelet[26].
- 1815 : De l'Angleterre et des Anglais, Bertrand[27].
- 1815 : Catéchisme d'économie politique, 1re éd., Crapelet[28].
- 1817 : Petit volume contenant quelques aperçus des hommes et de la société, Deterville.
- 1818 : Lettre a Ternaux aine, dans Ternaux [1818], p. 33–50.
- 1818 : Des canaux de navigation dans l'état actuel de la France, Deterville (lire en ligne).
- 1818 : De l'importance du port de la Villette, Deterville.
- 1820 : Lettres a M. Malthus sur différents sujets économie politique, notamment sur les causes de la stagnation générale du commerce, Bossange[29].
- 1824 : De la balance des consommations avec les productions, dans Say (1848) p. 250–260.
- 1825 : Examen critique du discours de M. MacCulloch sur L'économie politique, dans Say [1848] p. 260279.
- 1826 : De L'économie politique moderne, esquisse générale de cette science, de sa nomenclature, de son histoire et de sa bibliographie, Encyclopédie progressive vol. 1~ p. 217–304.
- 1826 : De la crise commerciale, Revue Encyclopédique, vol. 32~ p. 40~45.
- 1827 : Compte rendu de Malthus "Definitions in Political Economy", Revue Encyclopédique, vol. 33 p. 494–496.
- 1828 : Discours d'ouverture au cours économie industrielle, dans Say [1848], p. 148–161.
- 1828-1829 : Cours complet d'économie politique pratique, L'économie des sociétés, Guillaumin et Cie (1852).
- 1833 : Mélange et Correspondance économie politique, Chamerot[30].
- 1848 : Œuvres diverses de Jean-Baptiste Say, Guillaumin.

### Édition récente des œuvres complètes de Say
Les écrits de Say furent édités à plusieurs reprises, notamment dans la Collection des Principaux Economistes de Guillaumin ou la Collection des grands économistes de Dalloz. Cependant, il y eut à plusieurs reprises des rééditions et il manque une édition avec l'apparat scientifique et l'étude des manuscrits.
En juin 2000, le Centre Auguste et Léon Walras décide du lancement de l’édition des œuvres complètes de Say, sous la responsabilité d’André Tiran. Dorénavant c'est le centre de recherche Triangle qui abrite l'équipe des éditeurs. Le projet prévoit dix volumes :
- I : Traité d'économie politique, ou simple exposition de la manière dont se forment, se distribuent, et se consomment les richesses, en deux tomes, édition Variorum des 6 éditions, édité par C. Mouchot, Jean-Pierre Potier, Jean-Michel Servet. Paris, Philippe Steiner, André Tiran.
- II : Cours complet d’économie politique pratique
- Œuvres morales et politiques, texte introduction et notes par E. Blanc et A. Tiran, Volume V des Œuvres complètes de J.-B. Say
- - Volume III : Catéchisme d’économie politique, les Lettres à M. Malthus et divers opuscules ;
- Leçons d'économie politique, texte introduction et notes par G. Jacoud et Ph. Steiner, Volume IV des Œuvres complètes de J.-B. Say
- Volume VI : De la Décade à la Revue Encyclopédique, qui regroupe les articles publiés dans les revues de l’époque ; parution 2024, Classiques Garnier
- VII : Notes et pièces diverses, Classiques Garnier, 2024. Doit inclure des manuscrits et les marginalia
- VIII : œuvres littéraires, qui regroupe les chroniques théâtrales et littéraires ; parution Avril 2024; Classiques Garnier.
- IX : Correspondance ; Classiques Garnier, 2025.
- X : Éléments de biographie et Index, Classiques Garnier, 2025